# Хорошенький мужчина
«Хорошенький мужчина» (англ. I Don't Buy Kisses Anymore, досл. «Я больше не покупаю поцелуев») — американский художественный фильм 1992 года.

## Сюжет
Фильм повествует о стеснительном холостяке по имени Берни, владельце обувного магазина, доставшемся в наследство. Все его поступки являются предметом дискуссий среди его многочисленной родни. Познакомившись с девушкой по имени Тресс, Берни решает похудеть и завоевать её сердце.

## В ролях
- Джейсон Александер — Берни Фишбайн
- Ниа Пиплз — Тереза Гарабальди
- Лэйни Казан — Сара Фишбайн
- Лу Джейкоби — Ирвинг Фейн
- Дэвид Боу[англ.] — Норман Фишбайн
- Мишель Скарабелли — Конни Клингер
- Хилари Шепард — Ада Фишбайн
- Айлин Бреннан — Фрида
- Маттиас Хьюз — Эрик